# Lymnocryptes minimus

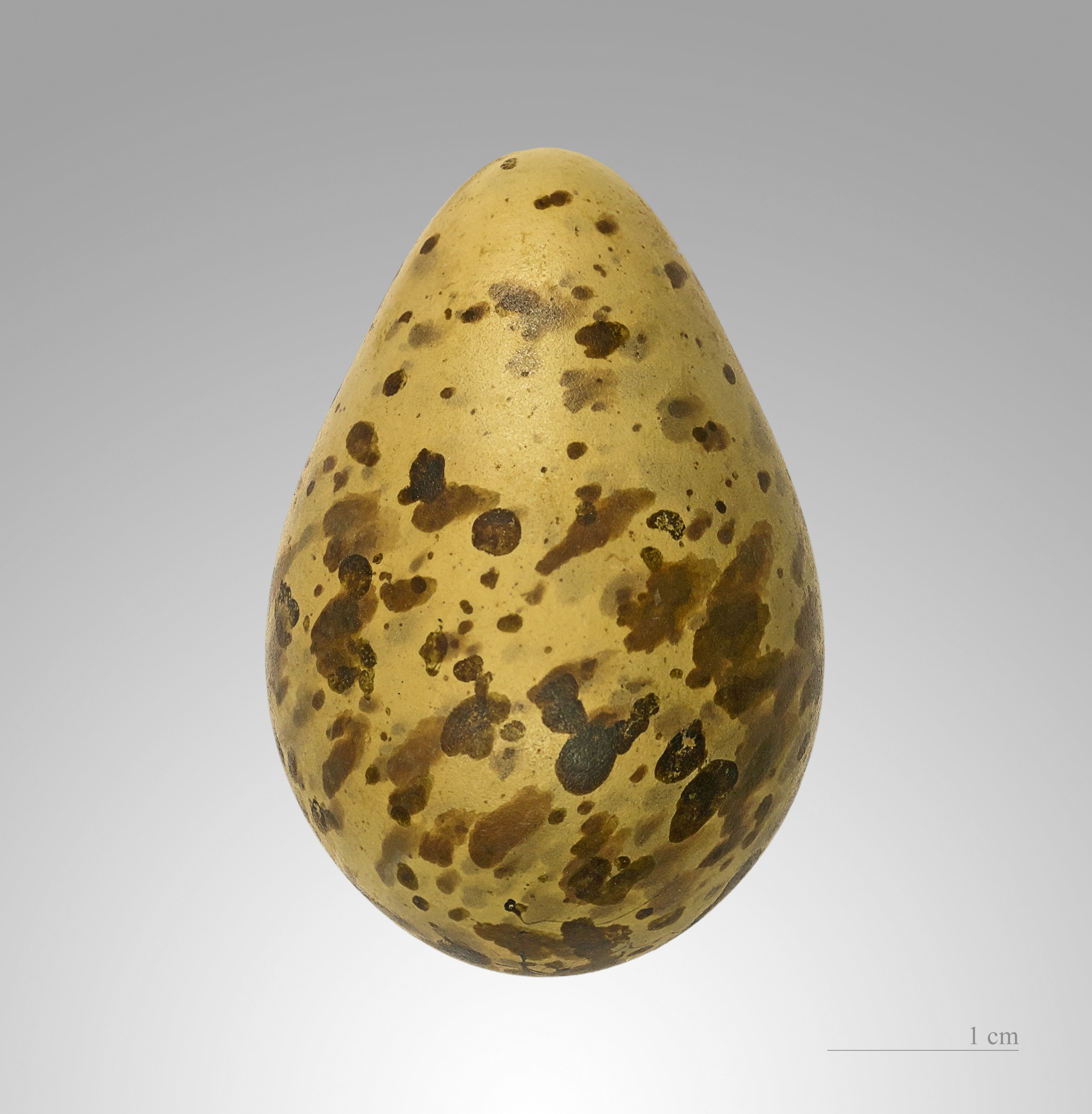
Lymnocryptes minimus

Il frullino (Lymnocryptes minimus Brunnich, 1764) è un uccello della famiglia degli Scolopacidi. È l'unica specie del genere Lymnocryptes.

## Distribuzione e habitat
Questo uccello vive in tutta Europa, in tutta l'Asia (tranne Laos e Corea del Nord); in Africa fino alla Repubblica Democratica del Congo; in Alaska, California e Washington; a Terranova e nei Caraibi. È accidentale in Zambia, Camerun, Gambia e in Repubblica Centrafricana; in Yemen, Libano e Siria; in Islanda, Liechtenstein e su alcune isole dell'Atlantico centro-settentrionale.